# 加拿大猞猁
加拿大猞猁（Lynx canadensis），或加拿大猞猁，是一種中等大小的北美猞猁，分佈在阿拉斯加、加拿大和美國毗連的北部地區。 它的特點是長而茂密的毛皮，三角形的耳朵，尖端有黑色的簇簇，以及寬闊的雪鞋狀爪子。 它的後肢比前肢更長，所以它的背部向下傾斜到前面。 加拿大猞猁肩高48-56釐米（19-22英寸），體重在5至17公斤（11至37磅）之間。 猞猁是很好的游泳者和敏捷的攀登者。 加拿大猞猁由罗伯特·克尔於1792年首次描述。 已經提出了三個亞種，但其有效性值得懷疑；它大多被認為是一個單型物種。
加拿大猞猁是一種專業的捕食者，它嚴重依賴雪鞋野兔（Lepus americanus）作為食物。 這導致了獵物-捕食者的週期，因為加拿大猞猁多年來對阿拉斯加和加拿大中部雪鞋野兔種群的週期性上升和下降做出了反應。 加拿大猞猁的數量隨著野兔數量的增加而增加；如果野兔數量在特定地區減少，它就會轉移到野兔更多、後代更少的地區。 加拿大猞猁主要在黃昏時分或晚上狩獵，那時雪鞋野兔往往很活躍。 猞猁在特定的小徑或“伏猁”中等待野兔，然後撲向它，咬住它的頭、喉嚨或頸背來殺死它。 個人，特別是同性，往往會互相躲避，形成“性內”領域。 交配季節大約是一個月（從3月到4月初）。 懷孕兩到三個月後，一窩到八隻小貓出生了。 後代在12周時斷奶。
這種猞猁主要出現在茂密的北方森林中，其分佈範圍與雪鞋野兔的分佈非常相似。 鑑於其在整個範圍內的豐富性和缺乏嚴重威脅，加拿大猞猁已被列為世界自然保護聯盟紅色名單上最不受關注的問題。 這種猞猁經常被困在阿拉斯加和加拿大大部分地區的國際毛皮貿易中，但由於棲息地喪失等威脅，在其分佈的南半部受到保護。

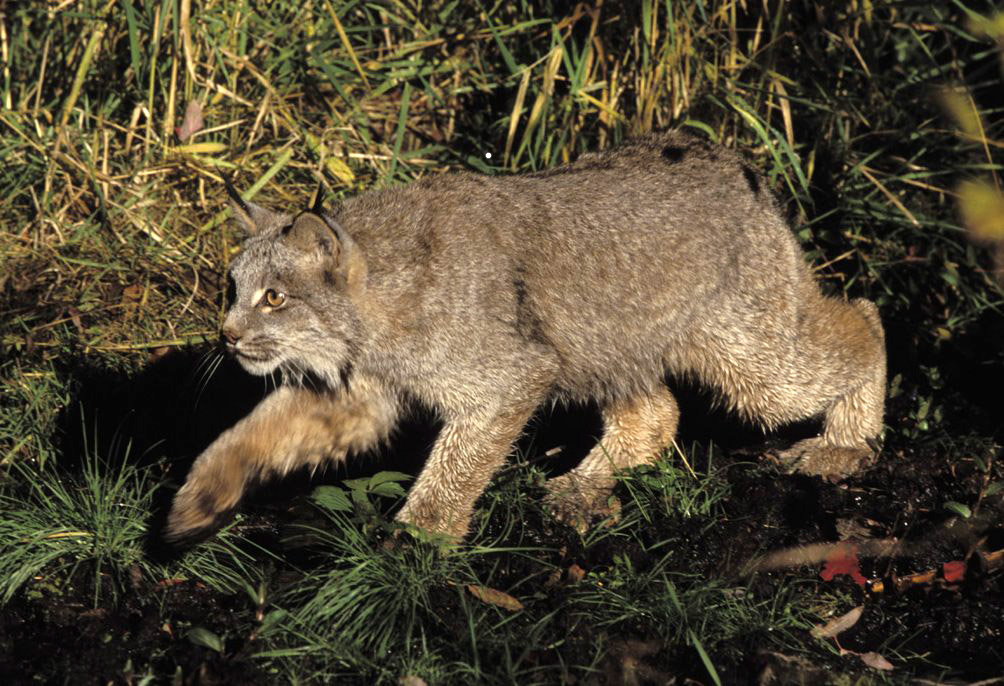

## 亞種
總共包括三個亞種，其中以紐芬蘭亞種(Lynx canadensis subsolanus)體型最大，它們甚至能夠捕殺馴鹿。其他兩個亞種是指名亞種(Lynx canadensis canadensis)和Lynx canadensis mollipilosus。

## 外部連結
- 加拿大猞猁 - U.S. FWS（页面存档备份，存于）
- 加拿大猞猁研究（页面存档备份，存于）